# Нордстрём, Рикард
Рикард Ханнибал Вильгельм Нордстрём (дат. Rikard Hannibal Wilhelm Nordstrøm; 23 апреля 1893, Копенгаген — 7 февраля 1955, Копенгаген) — датский гимнаст, бронзовый призёр летних Олимпийских игр 1912 года в командном первенстве по произвольной системе.